# Márcia Camargos
Marcia Mascarenhas de Rezende Camargos (Belo Horizonte, ) é uma escritora, jornalista e historiadora brasileira.

## Biografia
Radicada em Paris, França, desde 2016, nasceu em Belo Horizonte, Minas Gerais, em 1965, mas passou a maior parte de sua vida em São Paulo. É doutora em História Social pela Universidade de São Paulo (1999), onde desenvolveu uma tese que resultaria no livro Villa Kyrial: crônica da Belle Epoque paulistana, prefaciado pelo Professor Antonio Candido. Também desenvolveu pesquisas de pós-doutorado no Instituto de Estudos Brasileiros (2003) da mesma universidade, sobre o Pensionato Artístico de São Paulo (1912-1931) e sua relação com a Pinacoteca do Estado.
Tem 27 livros publicados e vários prêmios literários. Como coautora de Monteiro Lobato: furacão na Botocúndia, obteve os prêmios Jabuti e Livro do Ano de 1998. Marcia Camargos é também curadora da obra de Lobato, tendo escrito as apresentações e quarta capa de todo os livros, tanto infantis quanto para adultos, das Obras Completas do autor, lançadas pela Editora Globo. Obteve também o prêmio Clio da Academia Paulistana de História, uma menção honrosa do Instituto Histórico e Geográfico de São Paulo e o prêmio da Academia Paulista de Letras para o melhor ensaio historiográfico de 2003, por seu livro A Semana de 22: entre vaias e aplausos (Boitempo, 2002).
Integra o Conselho Editorial da editora Expressão Popular, que incentiva e produz livros a baixo custo para movimentos sociais. Marcia Camargos também colabora com o setor educativo da Escola Nacional Florestan Fernandes, em Guararema.
Em 2005 implantou o Centro de Documentação e Memória da Pinacoteca do Estado de São Paulo, que coordenou até 2009. 
Em 2011, recebeu o título de Cidadã Paulistana, concedido pela Câmara Municipal de São Paulo.
Desde 2007 participa da curadoria da Mostra Cinema: Oriente Médio, realizado no Cinesesc e em aparelhos culturais da Prefeitura de São Paulo.
Viajou duas vezes ao Irã, convidada oficialmente como júri do Festival Cine Verité, em Teerã, e esteve no Cairo, acompanhando os desdobramentos da revolução egípcia. Neste período, enviou artigos para os jornais O Estado de S. Paulo e Folha de S.Paulo, além de entrar diariamente no Jornal da Cultura com informações sobre o país que acabara de depor o presidente Mubarak. Seu interesse pelo Oriente Médio levou-a a participar de diversos eventos, incluindo palestras, mesas redondas e encontros relacionados ao tema. Com Aldo Sauda, escreveu uma série de artigos a respeito dos conflitos na região, publicados no Caderno Aliás do jornal O Estado de S. Paulo, entre 2014 e 2016.
Sócia da Iconographia, banco de imagens especializado em temas brasileiros, é sócia fundadora da Usina de Conteúdo, produtora cultural, sucessora da Companhia da Memória, de1985. É também uma das fundadoras da SOSACI, criada em 2003 com o objetivo de defender a tradição oral e difundir a cultura popular brasileira.
Criou o veideoblog 50D+ e assina a coluna "De Paris", com postagens sobre a capital francesa.
Tem dois filhos, Paula e Felipe Mascarenhas Camargos Sacchetta.

## Trabalhos radiofônicos
Especialista na história cultural de São Paulo no início do século XX, Marcia Camargos foi responsável pela apresentação e roteiro do rádio-documentário Villa Kyrial: um salão da Belle Époque (série de quatro programas de uma hora cada um), veiculado pela Rádio Cultura FM, em dezembro de 2001, além da apresentação e roteiro do rádio-documentário "Lobato por Lobato", também veiculado pela Rádio Cultura FM, em novembro de 2002.